# Fiamma olimpica

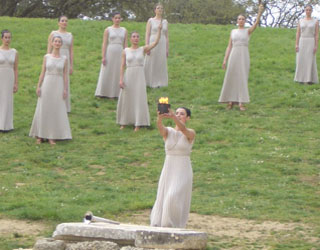
Attrici greche interpretano il ruolo delle sacerdotesse durante la cerimonia di accensione della fiamma olimpica, nell'Antica Olimpia.

La fiamma olimpica, o fuoco olimpico, è portata dalla torcia olimpica (chiamata anche fiaccola) e brucia durante lo svolgimento dei giochi olimpici nel braciere olimpico o tripode.
La fiamma è uno dei simboli dei Giochi olimpici. Le sue origini risalgono all'Antica Grecia, quando un fuoco veniva tenuto acceso per tutto il periodo di celebrazione delle Olimpiadi antiche. Il fuoco venne reintrodotto nelle Olimpiadi del 1928, e da allora fa parte del cerimoniale delle Olimpiadi moderne.
Vanno distinti e tenuti separati il fuoco  della torcia che, attraverso una staffetta, viene portata in giro per il mondo (introdotta successivamente, nelle olimpiadi del 1936 dal regime nazionalsocialista di Adolf Hitler), e dal braciere, che mantiene la fiamma viva durante lo svolgimento delle gare.

## Storia
Per gli antichi greci, il fuoco aveva una caratteristica divina — si credeva che fosse stato rubato agli Dei e donato agli uomini da Prometeo. Per questo motivo il fuoco era presente anche in molti santuari. Un fuoco veniva tenuto acceso permanentemente sull'altare del tempio di Estia ad Olimpia. Durante i Giochi Olimpici, che onoravano Zeus, venivano accesi ulteriori fuochi nel suo tempio e in quello di sua moglie, Era. La moderna fiamma olimpica viene accesa sul luogo dove sorgeva il tempio di Hera.
La fiamma apparve per la prima volta ai Giochi olimpici moderni nel 1928: l’architetto olandese Jan Wils aveva infatti incluso una torre nel suo progetto dello stadio olimpico per la IX Olimpiade, ed ebbe l'idea di tenervi acceso un fuoco. Il 28 luglio 1928, durante la cerimonia di apertura, un dipendente della compagnia elettrica di Amsterdam accese il primo fuoco olimpico nella cosiddetta Torre di Maratona, conosciuta dagli olandesi come il "posacenere della KLM". 
L'idea di una fiamma olimpica fu accolta con entusiasmo. Nel 1936, in occasione delle Olimpiadi di Berlino, il dirigente e scienziato dello sport tedesco Carl Diem concepì l'idea di una staffetta per la torcia olimpica, che venne ben accolta dal CIO e dal comitato organizzatore dei Giochi tedeschi. Furono 3.422 i tedofori che, percorrendo i più di 2.400 km che separano le due città, portarono la torcia da Olimpia a Berlino. L’ultimo tedoforo fu l’atleta tedesco Fritz Schilgen, che ebbe così l’onore di accendere il braciere nello stadio. 
La prima staffetta dei Giochi invernali si ebbe ai VI Giochi olimpici invernali di Oslo 1952: in questo caso, però, il fuoco non venne acceso ad Olimpia, ma a Morgedal, Norvegia, nel caminetto della casa di Sondre Norheim, uno dei pionieri dello sci. Il fuoco venne acceso nello stesso luogo anche per le edizioni estive e invernali del 1960, svoltesi rispettivamente a Roma e Squaw Valley; nel 1956 la torcia partì da Roma. In seguito, la staffetta prese il via da Olimpia per tutti gli altri Giochi Olimpici invernali.
Anche se per la gran parte del tragitto la torcia viene portata da corridori, è stata trasportata anche in molti altri modi. La torcia viaggiò per nave nel 1948, per attraversare la Manica, e venne trasportata in aereo per la prima volta nel 1952, quando andò ad Helsinki. Nel 1956, le gare di equitazione vennero disputate separatamente a causa di una stretta regolamentazione della quarantena vigente in Australia. Tutti i portatori della torcia che la trasportarono a Stoccolma, dove queste gare si svolsero, viaggiarono a cavallo.
Un particolare mezzo di trasporto venne usato nel 1976, quando la fiamma fu trasformata in un impulso elettronico. Da Atene, questo impulso venne inviato via satellite in Canada, dove un raggio laser venne utilizzato per riaccendere la torcia. Nel 2000, la torcia venne trasportata sott'acqua da sommozzatori, vicino alla Grande barriera corallina. Altri insoliti mezzi di trasporto includono la canoa amerindia, un cammello e il Concorde. Prima di Torino 2006 per un breve tratto la fiamma ha viaggiato a bordo della Ferrari.
Un altro modo di attirare l'attenzione è stato l'accensione del fuoco nello stadio. Alla XXV Olimpiade di Barcellona 1992, l'arciere delle Paralimpiadi Antonio Rebollo scoccò una freccia infiammata nel braciere dello stadio. Due anni dopo, la torcia olimpica venne portata nello stadio di Lillehammer da un atleta di salto con gli sci.
Nel 2008, a causa delle proteste pro-Tibet, a Parigi è stato annullato l'intero percorso.

## Il cerimoniale e la staffetta
Il cerimoniale attuale, introdotto nel 1960, prevede che la fiamma olimpica venga accesa alcuni mesi prima dei Giochi nel corso di una cerimonia nel sito archeologico di Olimpia, in Grecia, sede dei Giochi olimpici antichi. Una sacerdotessa (impersonata da un'attrice) accende il fuoco ponendo una torcia all'interno di uno specchio parabolico concavo, che concentra i raggi del Sole. L’accensione avviene generalmente davanti all’Heraion di Olimpia, nell’area sacra della città. Una volta accesa la torcia, la fiamma olimpica viene posta in un'urna e portata nell'antico stadio, dove viene consegnata al primo tedoforo, solitamente greco, insieme a un ramo d'ulivo come simbolo universale di pace. Questi porta poi la fiamma fino al Coubertin Grove, nei pressi del sito archeologico, dove viene utilizzata per illuminare un altare accanto al monumento in cui è sepolto il cuore di Pierre de Coubertin, il fondatore del movimento olimpico moderno. Resi gli omaggi al barone francese, il tedoforo passa la fiamma a un secondo tedoforo, che rappresenta il Paese ospitante i Giochi Olimpici, che a sua volta la passerà ai vari tedofori che via via si alterneranno lungo il percorso.    
A questo punto parte una prima parte di staffetta in Grecia, durante i quali la fiamma visita alcune città elleniche e le rovine di alcune città dell'antica Grecia. Il percorso in terra ellenica giunge al termine ad Atene: qui, durante una cerimonia nello stadio Panathinaiko — che nel 1896 ospitò i primi Giochi olimpici dell’era moderna —, la fiamma olimpica verrà ufficialmente consegnata al comitato organizzatore dell’imminente edizione dei Giochi olimpici, che poi provvede a trasportarla nel Paese ospitante. A quel punto parte la staffetta vera e propria, che percorre tutte le strade del Paese fino al giorno della cerimonia di apertura.   
L'ultimo tratto della staffetta è costituito dal percorso nella città che ospita i Giochi, che si conclude durante la suddetta cerimonia, quando l’ultimo tedoforo, spesso tenuto segreto fino all'ultimo momento e solitamente uno sportivo famoso della nazione ospitante, entra nello stadio che ospita la cerimonia e accende il braciere olimpico, dando ufficialmente inizio ai Giochi. La fiamma, che brucia per tutto il periodo delle competizioni olimpiche, viene estinta nella cerimonia di chiusura.  
La torcia viene trasportata a piedi, ma possono essere usati altri mezzi di trasporto (quando è necessario attraversare dei mari la si porta in aereo o nave). Tra i tedofori si contano anche atleti e celebrità, ma la maggior parte sono persone comuni. Accade non di rado che la fiamma si spenga durante il tragitto.

## La torcia o la fiaccola olimpica
La torcia olimpica è il mezzo di trasporto della fiamma durante la staffetta che la porta dal luogo dell'accensione (di solito Olimpia), al luogo di celebrazione dell'olimpiade. Dalla XI Olimpiade (Berlino 1936), il comitato organizzatore realizza una torcia dal design originale che viene poi utilizzata per tutto lo svolgimento del viaggio della fiamma, fino all'accensione del braciere finale.

## Il braciere
Il braciere olimpico, o tripode, è la "grande torcia" dove arde il fuoco olimpico durante i giorni del programma di gare. Di solito è posto nei pressi dello stadio dove si svolgono le cerimonie e garantisce alla simbolica fiamma di non spegnersi nemmeno un istante durante il periodo di competizioni. La fiamma viene accesa dall'ultimo tedoforo nella cerimonia d'apertura e viene spenta alla fine della cerimonia di chiusura, per sottolineare la conclusione dei giochi. Di solito è realizzato dal comitato organizzatore con un design originale e differente dalle edizioni precedenti.

## Galleria d'immagini

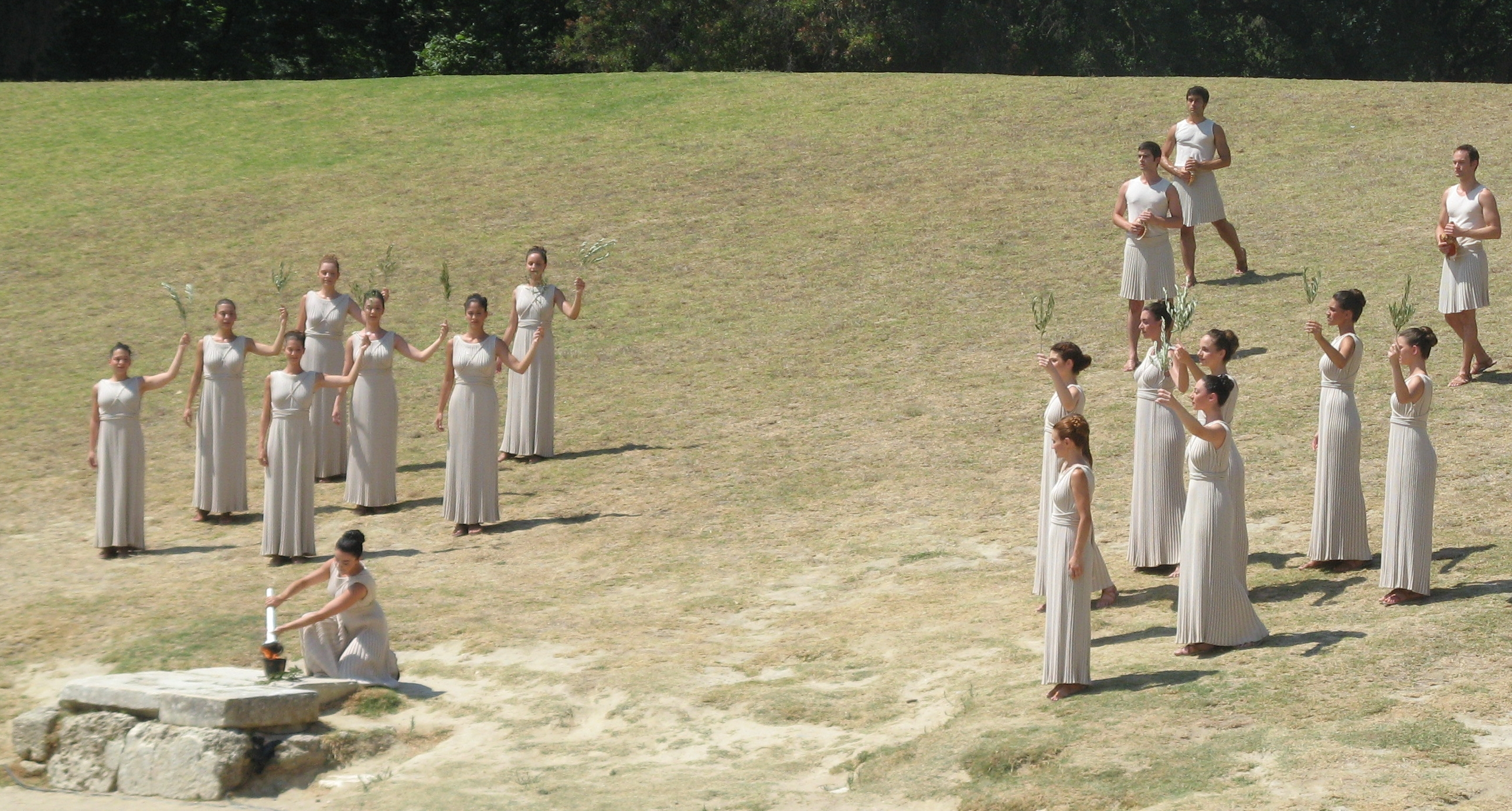
Cerimonia di accensione della fiamma olimpica
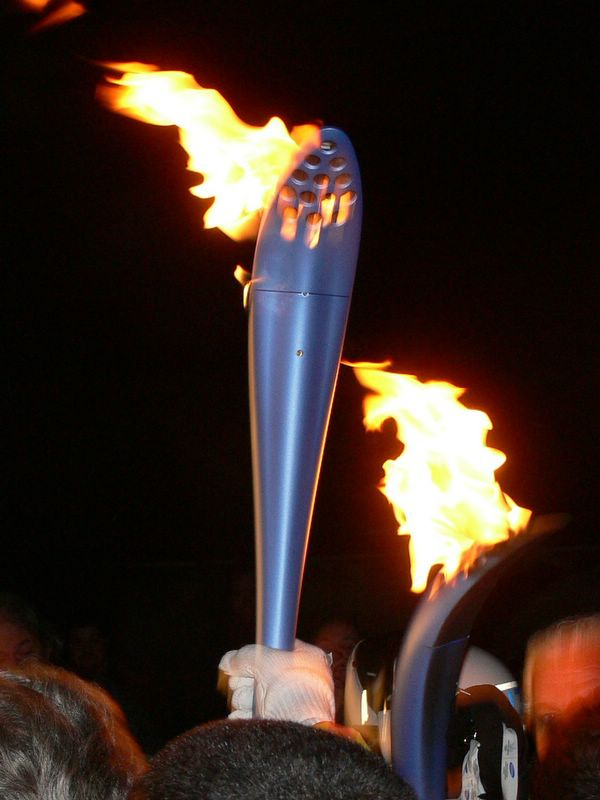
La torcia olimpica dei giochi invernali di Torino 2006
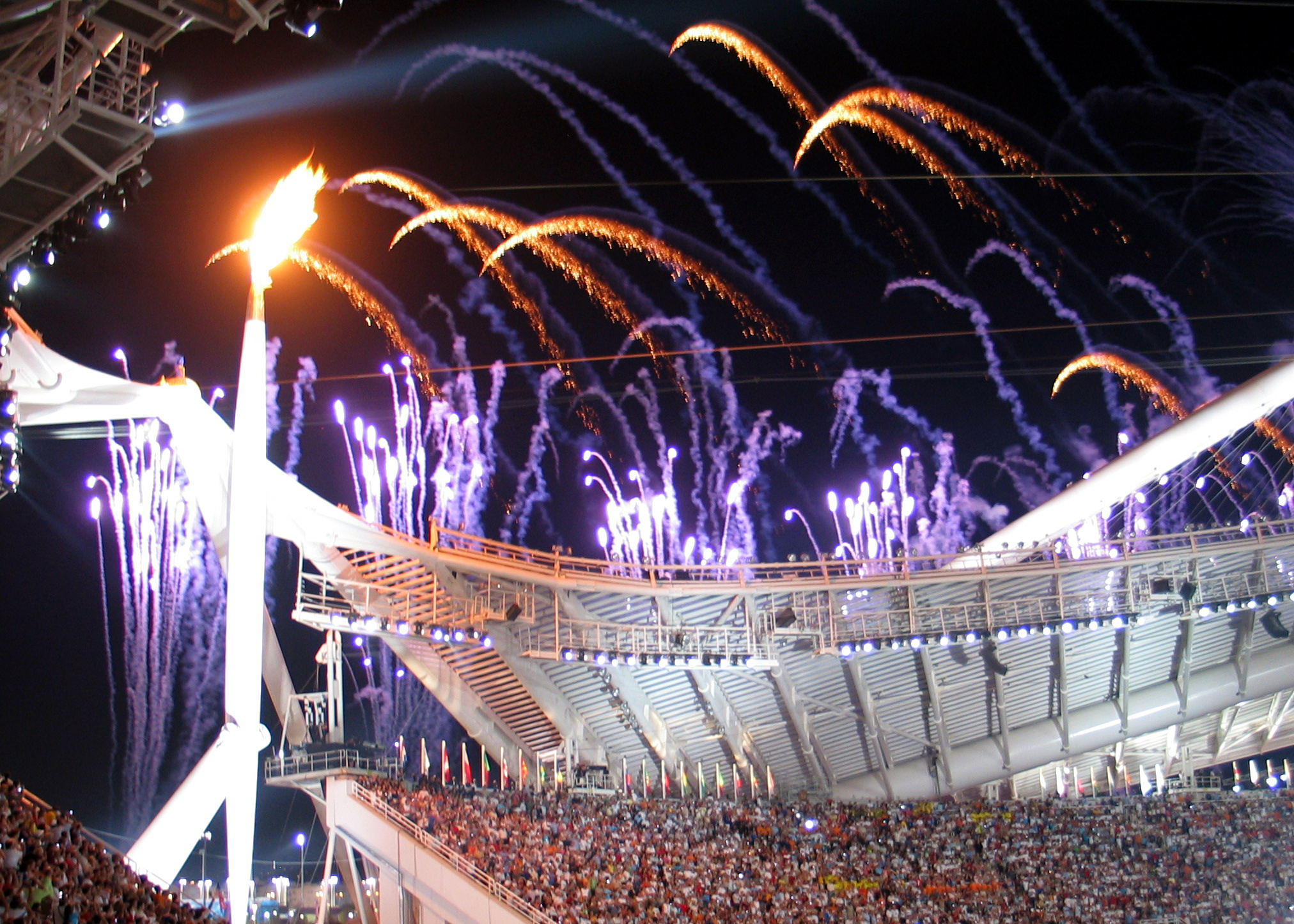
Il braciere olimpico dei giochi estivi di Atene 2004
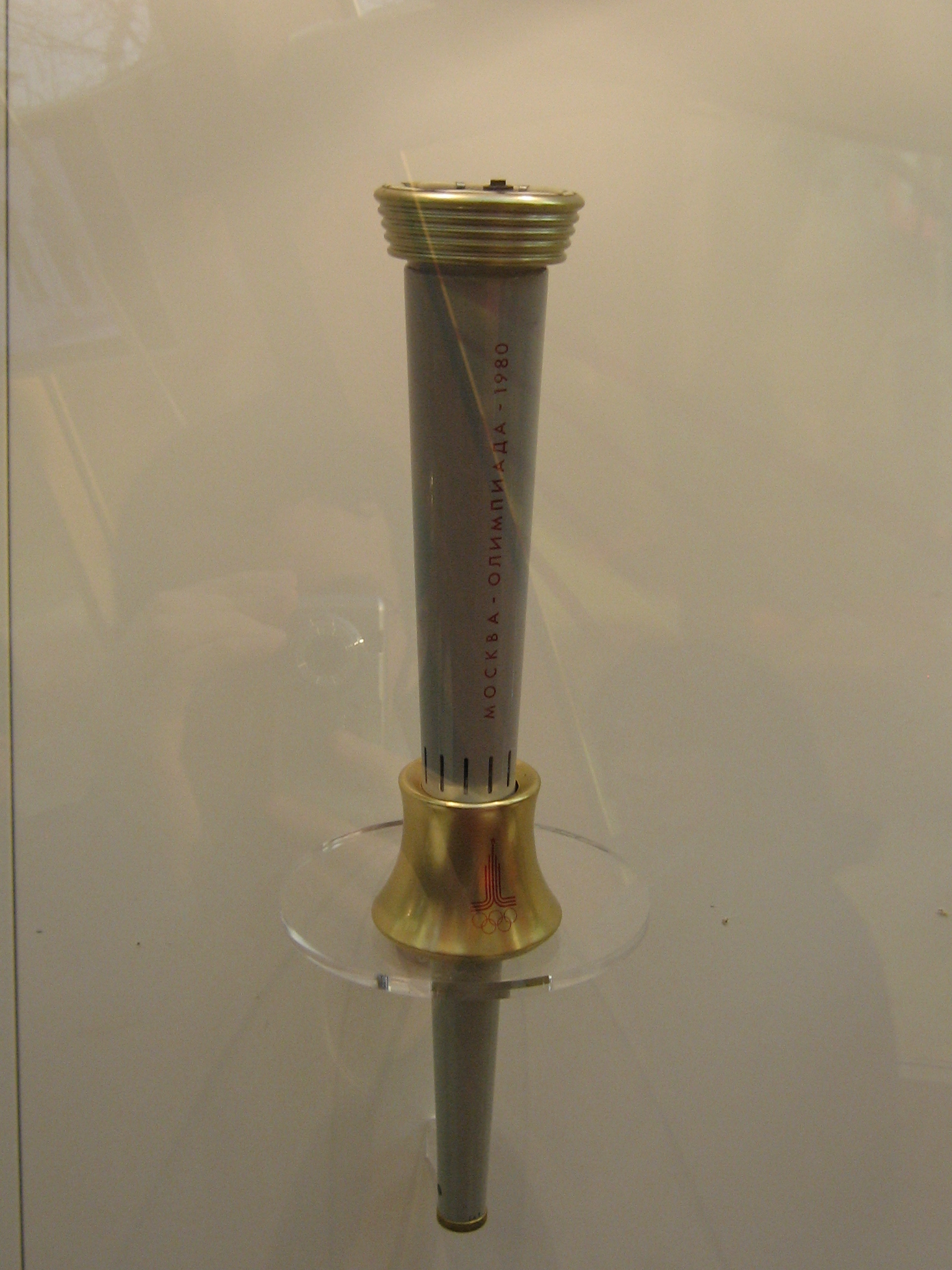
La torcia olimpica dei giochi estivi di Mosca 1980
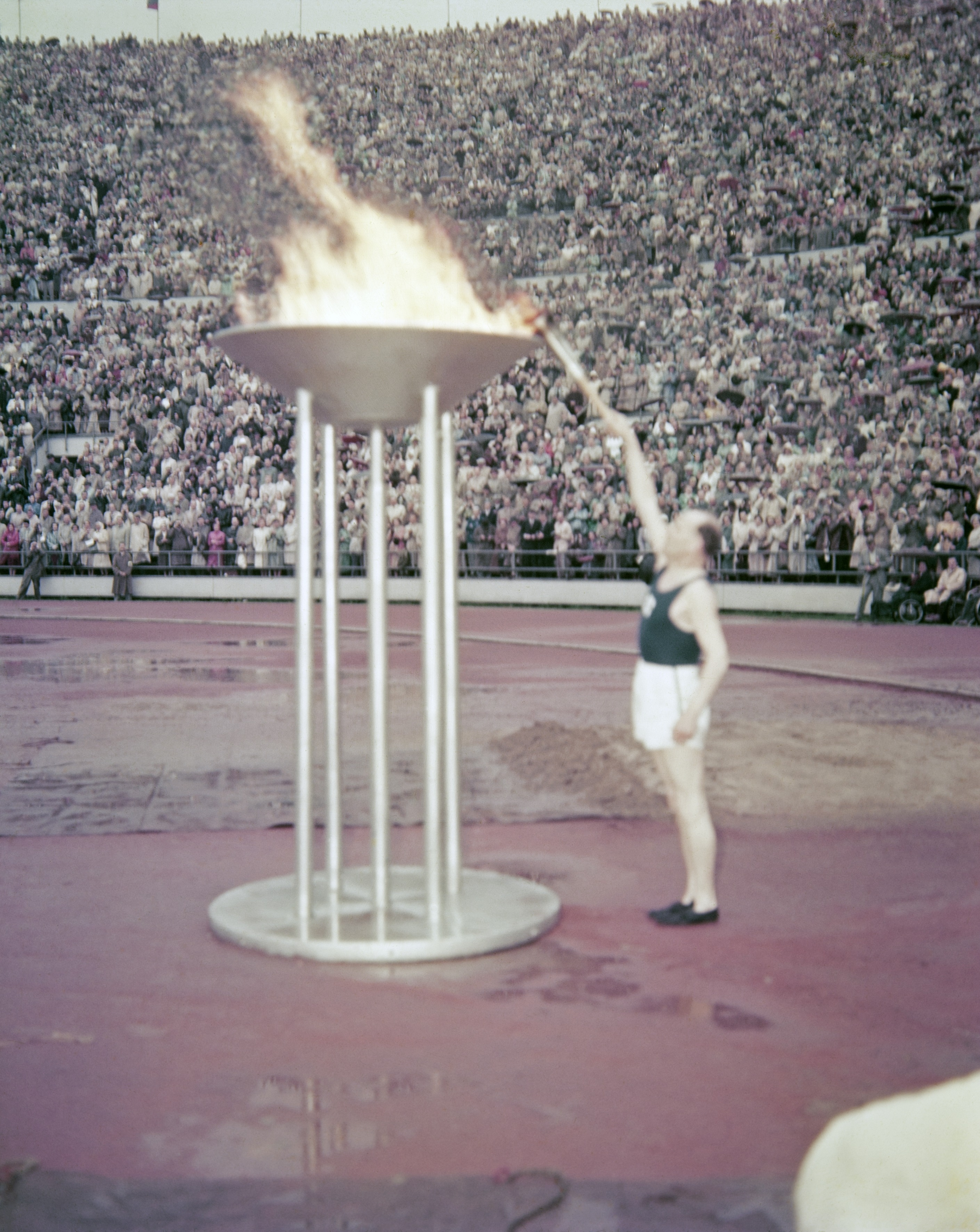
Il braciere olimpico dei giochi estivi di Helsinki 1952
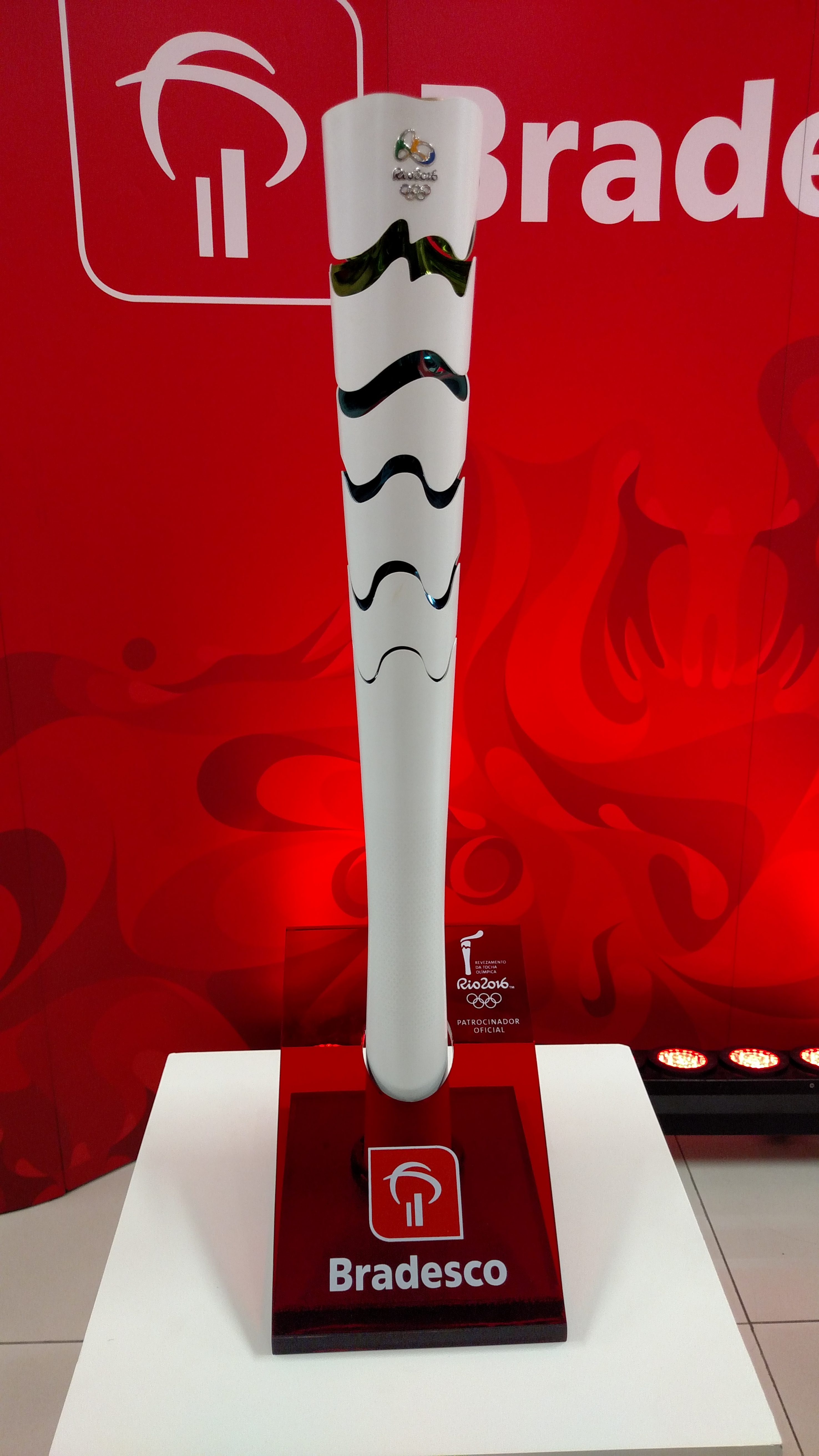
La torcia olimpica di Rio 2016
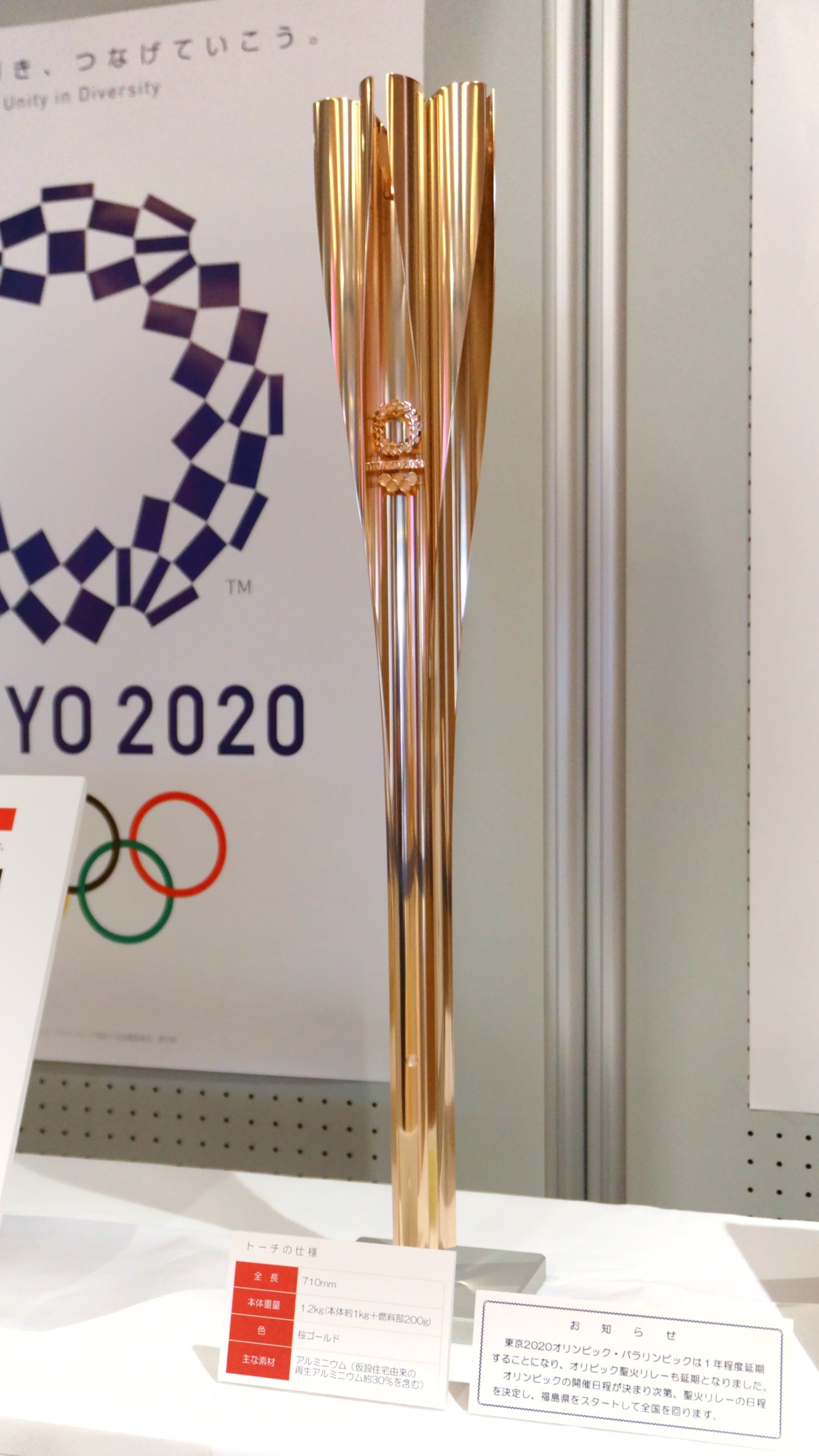
La torcia olimpica di Tokyo 2020